# Chiesa di Santa Maria dell'Umiltà (Prato)
La chiesa di Santa Maria dell'Umiltà si trova a Chiesanuova (Prato).
Chiesanuova dal Latino (nova ecclesia) è una delle frazioni più antiche della provincia di Prato. Da alcuni manoscritti provenienti dalla biblioteca anglicana fiorentina spunta per la prima volta la frazione pratese durante l'anno 983 a.c.
Dimora della celebre famiglia Lippi durante il XVI sec.(tra cui Filippino Lippi) sorge appena fuori dal centro storico medievale pratese.

## Storia e descrizione
Essa fu costruita nel 1730-1750 per la nuova parrocchia istituita da Colombino Bassi (per togliere alla Cattedrale di Prato parte dei territori extra moenia e legarli alla diocesi di Pistoia).
Di struttura modesta, conserva però un piacevole presbiterio settecentesco introdotto da una serliana e un recente portale bronzeo (1999) di Massimo Lippi.

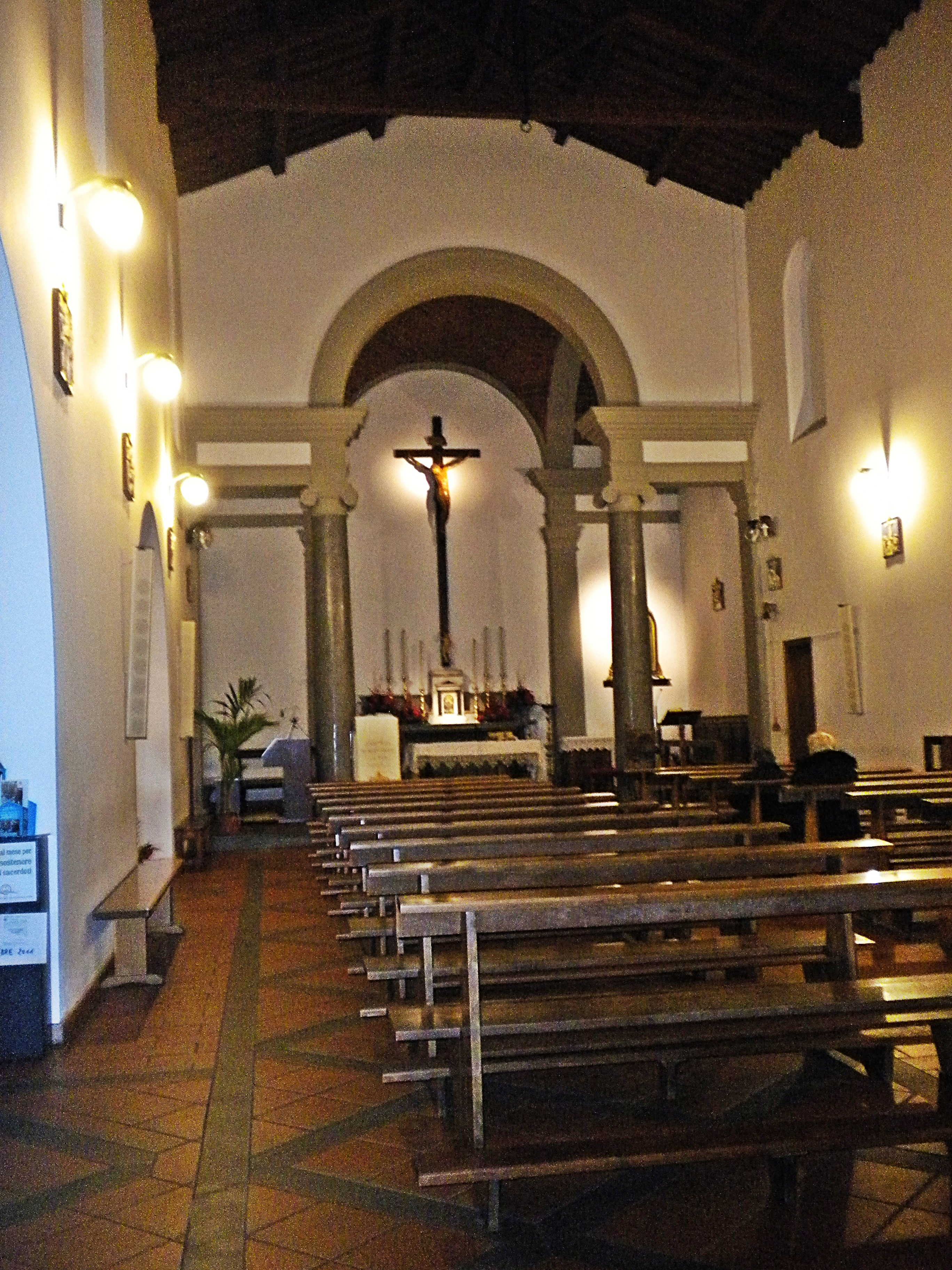
Interno
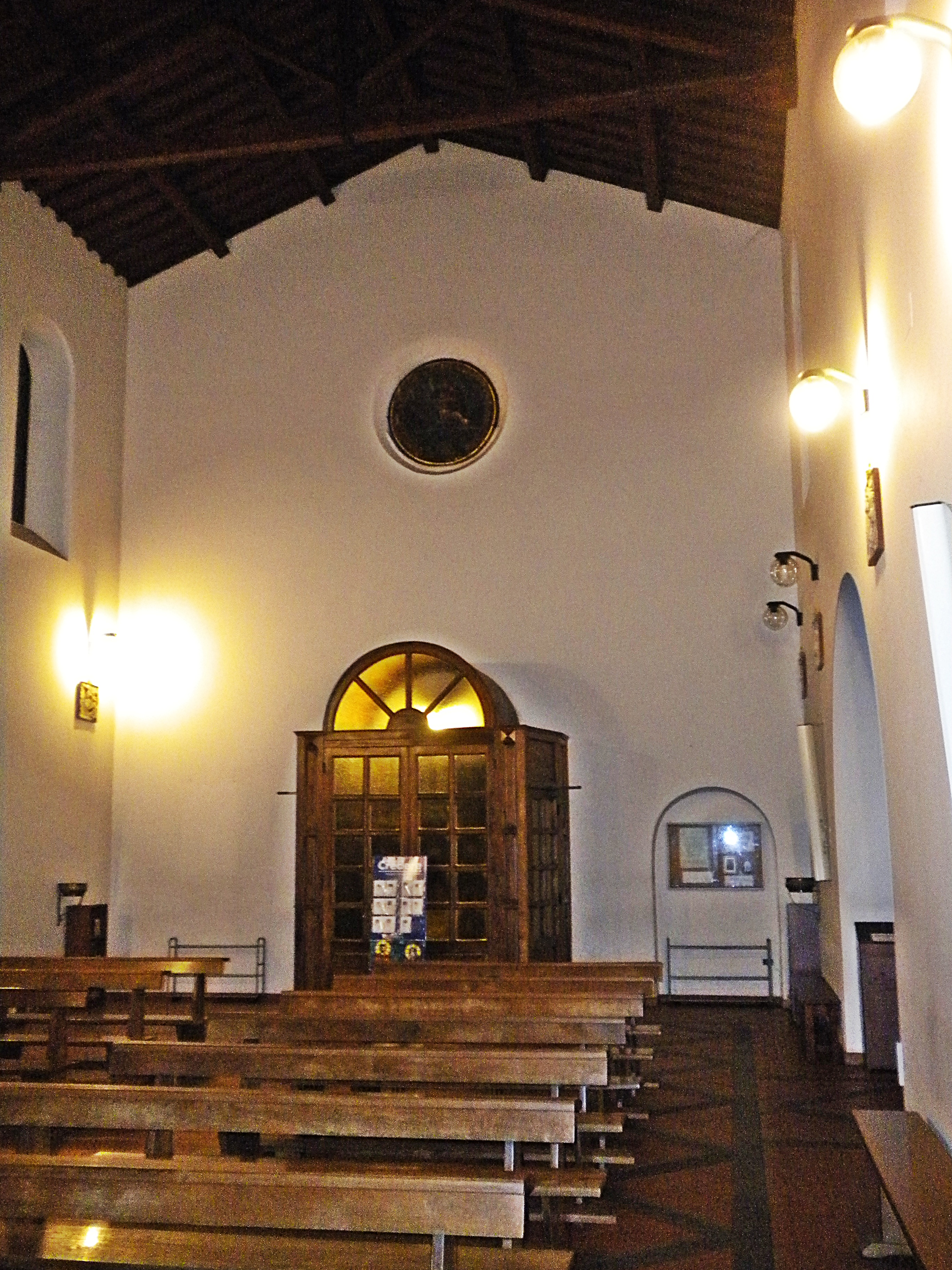
Interno